# Paul Frankl
Paul Frankl (22 de abril de 1878 - 30 de janeiro de 1962) foi um historiador da arte nascido na Áustria-Hungria. Frankl é mais conhecido por seus escritos sobre a história e os princípios da arquitetura, tendo as apresentado em uma estrutura orientada pela Gestalt.

## Educação inicial e carreira, 1878-1934
Paul Frankl nasceu na cidade de Praga na proeminente família rabínica Spira-Frankl. De 1888 a 1896, frequentou um Ginásio Alemão, após o que se matriculou no Staats-Obergymnasium Alemão de Praga, graduando-se em 1896. Ele serviu por um ano como tenente do exército austríaco. A fim de obter um diploma de ensino superior, ele se converteu ao catolicismo, um movimento que não era incomum entre os não católicos naquela época. Ele se matriculou na Technische Hochschule em Munique e, mais tarde, em Berlim, e se formou em arquitetura em 1904.
Enquanto estava em Berlim, Frankl fomentou relações sociais dentro de círculos de filósofos e artistas cujos membros incluíam o colega pragaiano Max Wertheimer, que conhecia Käthe Kollwitz. Esses artistas e filósofos não apenas introduziram Frankl a novos sistemas de pensamento, como a psicologia da Gestalt, mas também a sua futura esposa, a artista e musicista Elsa Herzberg, que dividia um estúdio com Käthe Kollwitz. Frankl e Herzberg tiveram cinco filhos.
Em 1908, Frankl deixou de lado seu trabalho como arquiteto para estudar filosofia, história e história da arte na Ludwig-Maximilians-Universität em Munique sob a orientação de Heinrich Wölfflin e Berthold Riehl, o fundador do Institut für Kunstgeschichte. Riehl supervisionou a dissertação de doutorado de Frankl sobre a pintura em vidro do século XV no sul da Alemanha.
Após a finalização de sua dissertação em 1910, Frankl trabalhou como assistente de Wölfflin e escreveu seu Habilitationsschrift, tendo oferecido uma definição sistemática dos princípios formais da arquitetura do Renascimento em diante. Frankl foi fortemente influenciado pela compreensão de Wölfflin sobre o desenvolvimento arquitetônico, mas não aderiu às visões de Wölfflin sobre o formalismo. De 1914 a 1920, Frankl ocupou o cargo de privatdozent, o que lhe permitiu lecionar na Universidade de Munique enquanto contribuía para o Handbuch der Kunstwissenschaft (ed. Albert Brinckmann e Fritz Burger). Em 1914, Frankl escreveu seu primeiro trabalho teórico, Die Entwicklungsphasen der neueren Baukunst (1914). Die Entwicklungsphasen propõe quatro categorias principais de análise da história da arte - composição espacial, tratamento da massa e da superfície, tratamento dos efeitos ópticos e a relação do design com a função social - que Frankl continuou a utilizar em seus trabalhos posteriores.
Frankl foi professor assistente na Ludwig Maximilian Universidade de Munique de 1920 a 1921, após o que se tornou professor titular na Universidade de Halle. Nesse local, iniciou seu interesse vitalício pela arquitetura medieval. Seu estudo, Die frühmittelalterliche und romanische Baukunst (1926) exemplifica suas distinções categóricas entre arquitetura românica e gótica - a primeira sendo "aditiva", "frontal" e "estrutural", enquanto a última é "parcial", "diagonal" e " textural ". Em 1933, o entusiasmo de Frankl pela arquitetura medieval o levou a se juntar a um grupo de medievalistas no 13º Congresso Internacional de História da Arte em Estocolmo para ver a única igreja gótica cujo andaime de madeira original ainda existia.
Os nazistas extinguiram a posição de Frankl em Halle em 1934. Ao deixar a universidade, voltou a Munique e escreveu seu tratado monumental, Das System der Kunstwissenschaft (1938), que ofereceu uma história abrangente da arte baseada na fenomenologia e morfologia. O Das System foi publicado na Tchecoslováquia, uma vez que os autores judeus foram censurados na Alemanha e na Áustria. Durante esse tempo, Frankl também fez uma breve viagem a Constantinopla.

## Transições para os Estados Unidos, 1934-1947
Viajou para os Estados Unidos em 1938, onde buscou trabalho e refúgio do poder nazista. Embora fosse fluente em sete idiomas, o inglês não era seu ponto forte. Apesar disso, Frankl ensinou por um curto período de tempo em um seminário de voluntariado organizado por Julius S. Held. Depois de seis meses, o visto de Frankl expirou e ele ficou gravemente doente. Para se candidatar à cidadania norte-americana, partiu para Cuba - para pisar em solo "estrangeiro" - e reentrou nos Estados Unidos como imigrante. Em 1939, com a ajuda de Max Wertheimer, Oscar Kristeller (professor de literatura da Renascença italiana) e Erwin Panofsky, Frankl recebeu o cargo de historiador de arte no Instituto de Estudos Avançados da Universidade de Princeton. O Instituto estava sob a direção de Frank Aydelotte na época. Em 1949, Frankl recebeu um cargo efetivo, que ocupou até sua morte.
Quatro dias depois da Kristallnacht, sua esposa, Elsa, e a filha, Susanne, fugiram de Munique para a Dinamarca. Como o filho de Elsa, Wolfgang, estava na Inglaterra, seis meses depois de entrar na Dinamarca, Elsa também teve permissão para entrar na Inglaterra. Ao vir para a Inglaterra, ela foi internada como um "estrangeiro inimigo" na Ilha de Man.
Wolfgang havia deixado a Alemanha em 1933 para viver em Roma, mas a crescente ameaça fascista o levou a buscar segurança na Inglaterra. Quando Wolfgang veio pela primeira vez para a Inglaterra, ele foi internado como um "estrangeiro inimigo". No entanto, como Wolfgang era um arquiteto, ele foi autorizado a morar em um apartamento com a ressalva de que se ele vagasse por mais de 5 milhas do apartamento, ele teria que informar as autoridades. Ele ajudou a projetar edifícios durante a reconstrução de Londres após a Blitz .
Susanne escapou para a Suécia com a aventura de resgate de barcos dinamarqueses (Rescue of the Danish Jewish) depois que os nazistas começaram sua tentativa de prender os judeus.
Outra filha, Johanna, sobreviveu à guerra em Berlim protegida com seu marido não judeu.
A filha mais nova de Frankl, Regula, seguiu logo depois de Frankl para os Estados Unidos. Por ser menor de idade, ela foi autorizada a ficar nos Estados Unidos sem renovar o visto. Ela foi para Radcliffe sob um programa especial para refugiados alemães.
Como uma resposta pessoal à situação do povo judeu e de sua família, Frankl se juntou a um comitê em Princeton que buscava criar a hipótese de um sistema de governo mundial que garantiria que o genocídio racial nunca mais acontecesse. Entre os membros do comitê estava Albert Einstein. Durante este período, Frankl escreveu um livro chamado Welt Regierung (1948), suas próprias idéias sobre um sistema de governo mundial.
Frankl voltou para a Europa em 1947 com o apoio de uma bolsa Guggenheim. Por dois anos, Frankl estudou catedrais europeias e lecionou em universidades europeias. Depois de retornar aos Estados Unidos, escreveu O gótico: fontes literárias e interpretações ao longo dos oito séculos (1960) e Arquitetura gótica (1962), que completou no dia de sua morte. Essas obras revelaram a influência contínua de Wölfflin sobre Frankl, que aplicou as idéias de estilo arquitetônico de seu ex-orientador ao mesmo tempo em que complementava seu estudo com uma análise da função social e da importância religiosa.

## Legado
O trabalho de Frankl em análise espacial influenciou muitos historiadores da arquitetura alemães, como Siegfried Giedion e Nikolaus Pevsner. É possível que o trabalho do aluno de Frankl, Richard Krautheimer, deva algo aos escritos de Frankl sobre função e significado arquitetônico. Frankl é responsável por criar o termo "akirismo", que conota os contextos e significados mutáveis da arte.
Materiais relacionados à vida e obra de Frankl estão atualmente guardados no Leo Baeck Institute em NY, EUA, e no Exil Literatur Archive em Frankfurt, Alemanha.